# Сен-Кирк
Сен-Кирк (фр. Saint-Quirc) — коммуна во Франции, находится в регионе Юг — Пиренеи. Департамент коммуны — Арьеж. Входит в состав кантона Савердён. Округ коммуны — Памье.
Код INSEE коммуны — 09275.

## Население
Население коммуны на 2008 год составляло 357 человек.
| 1962 | 1968 | 1975 | 1982 | 1990 | 1999 | 2008 |
| ---- | ---- | ---- | ---- | ---- | ---- | ---- |
| 239  | 253  | 250  | 237  | 221  | 267  | 357  |

## Экономика
В 2007 году среди 215 человек в трудоспособном возрасте (15—64 лет) 165 были экономически активными, 50 — неактивными (показатель активности — 76,7 %, в 1999 году было 74,3 %). Из 165 активных работали 148 человек (80 мужчин и 68 женщин), безработных было 17 (5 мужчин и 12 женщин). Среди 50 неактивных 10 человек были учениками или студентами, 28 — пенсионерами, 12 были неактивными по другим причинам.